# Heuchelheim bei Frankenthal
Heuchelheim bei Frankenthal – miejscowość i gmina w Niemczech, w kraju związkowym Nadrenia-Palatynat, w powiecie Rhein-Pfalz, wchodzi w skład gminy związkowej Lambsheim-Heßheim. Do 30 czerwca 2014 wchodziła w skład gminy związkowej Heßheim.